# 쓰네즈미촌
쓰네즈미촌(常澄村)은 이바라키현의 중동부, 히가시이바라키군에 속했던 촌이다. 

## 개요
현청 소재지 미토시에 인접해 근교 농업 지대를 이루고 있던 인구 약 1만 명의 마을1980년부터 신도쿄 국제공항(현:나리타 국제공항)의 개항에 따른 국도 51호 정비·가시마항 개발·오쇼카시마선의 개업 등 현 동부의 개발이 진행되고 있었던 것과 미토시의 교외 도시로서의 기능을 기대할 수 있었기 때문에 마을 서쪽에 주택지 「오쿠시 단지」를 개발하고 있었다. 그러나 취약한 재정 기반 때문에 하수도나 도로의 정비가 마을 단독으로는 어려워 당시의 촌장 등이 미토시로의 합병을 희망하고 있었다.1992년 미토 시에 편입되어 소멸하였다.

## 지리
마을은 나카강 하구 부근에 위치하며, 마을 면적의 60%는 저지대이며,대부분이 논으로 이루어져 있으며 서쪽은 대지로 되어 있다

## 인구
마을 출범 시에는 10,192명이었으나 고도 경제 성장기 때 농촌부 도심 목적의 인구 유출로 감소하여 1970년에는 9,094명까지 떨어진다. 그러나 1973년경부터 일전하여 증가하여, 게다가 1975년 이후에는 국도 51호의 정비나 오아라이카시마선의 개업 및 오쿠시 단지의 개발도 있어, 미토시와의 합병 직전에 다시 인구 1만명을 회복하였다. 다만 인구밀도는 1평방킬로미터당 약 350명 정도로, 당시 1평방킬로미터당 1,000명을 넘었던 미토시·가쓰타시·나카미나토시 등의 여러 도시와 비교하면 상당히 인구가 드문 농촌 지대였다고 할 수 있다.

## 기후
온난한 지역이며 여름철은 고온다우이며 겨울철은 건조한 날이 계속된다.농업에 적합하며, 특히 쌀농사가 활발하다

## 역사
- 1955년 3월 31일 - 이나리촌 오바촌 시모오노촌이 합병해 새로운 쓰네즈미촌이 성립하였다.
- 1956년 7월 10일 - 국도 245호가 제정되었다.
- 1992년 3월 3일 - 미토시에 편입되어 폐지되었다.

## 교통

### 철도
- 가시마 임해 철도
  - 오아라이카시마 선

이 밖에 1966년 6월 1일까지는 이바라키 교통미즈하마 선이 마을 내를 지나고 있었다.

### 도로
- 국도 제51호선
- 국도 제245호선

## 참고문헌
- 常澄村教育委員会『常澄』茨城県東茨城郡常澄村教育委員会、1982年3月31日。
- NHK情報ネットワーク『NHKふるさとデータブック3 [関東]』日本放送協会、1992年4月1日。
- 常澄村『常澄村勢要覧 '88』茨城県東茨城郡常澄村企画財政課、1988年8月。